# Kurkunda, Manvi
Kurkunda là một làng thuộc tehsil Manvi, huyện Raichur, bang Karnataka, Ấn Độ.